# Kaliska (gmina Kaliska)
Kaliska – wieś kociewska w Polsce położona w województwie pomorskim, w powiecie starogardzkim, w gminie Kaliska przy linii kolejowej nr 203 Tczew – Kostrzyn.
W latach 1945–1975 miejscowość administracyjnie należała do tzw. dużego województwa gdańskiego, a w latach 1975–1998 do tzw. małego województwa gdańskiego.
Miejscowość jest siedzibą gminy Kaliska oraz rzymskokatolickiej parafii Matki Bożej Nieustającej Pomocy należącej do dekanatu Zblewo. Miejscowy kościół (do 1945 ewangelicki) pochodzi z 1911 roku. Zachowana zabudowa osiedla tartacznego z l. 30. XX wieku (miejscowy tartak powstał w 1902 roku).
W miejscowości znajduje się Zespół Szkół Publicznych (Szkoła Podstawowa i Gimnazjum) oraz działa drużyna harcerska.

## Historia
W drugiej połowie listopada 1906 r. w miejscowej szkole elementarnej rozpoczął się strajk dzieci przeciwko nauczaniu religii w języku niemieckim (jego dalszy przebieg nie jest znany). Z uczestników strajku znane są nazwiska następujących dzieci: Wróblewscy, Janiccy, Orlikowscy, Szmidtowie, Lampkowscy, Klukowie. Strajk był elementem znacznie większej akcji biernego oporu wobec pruskich władz szkolnych, która na przełomie 1906 i 1907 r. objęła ponad 460 (!) szkół w prowincji Prusy Zachodnie, czyli przedrozbiorowe Pomorze Gdańskie, Powiśle, ziemię chełmińską i ziemię lubawską oraz część Krajny. Inspiracją dla strajków pomorskich były wcześniejsze działania dzieci w prowincji wielkopolskiej, ze słynnym strajkiem we Wrześni (1901) na czele.